# Idiasta dichrocera
Idiasta dichrocera är en stekelart som beskrevs av Konigsmann 1960. Idiasta dichrocera ingår i släktet Idiasta och familjen bracksteklar. Arten är reproducerande i Sverige. Inga underarter finns listade i Catalogue of Life.